# 뉴스파이터
《뉴스파이터》는 평일 저녁 5시 50분부터 7시까지 텔레비전으로 방송되는 MBN의 주중 오후 뉴스 프로그램이다. 본래에는 낮 시간대에 편성되었던 오전 9시대의 뉴스였지만 초창기에는 KBS 1TV의 뉴스 이름인 KBS 뉴스광장이나 MBC 표준FM의 MBC 뉴스의 광장 등을 각각 본떠서 따온 명칭인 MBN 뉴스광장이었다.

## 방송 시간
- 평일: 오전 9시 20분~10시 30분(2014년 12월 1일~2019년 12월 13일)
- 평일: 저녁 5시~6시 10분(2019년 12월 16일~2020년 3월 6일)
- 평일: 오후 4시 20분~저녁 5시 50분(2020년 3월 9일~9월 4일)
- 평일: 저녁 5시 55분~7시 20분(2020년 9월 7일~2020년 12월 4일)
- 평일: 오후 4시 40분~저녁 6시 10분(2020년 12월 7일~2022년 6월 3일)
- 평일: 오후 4시 30분~저녁 5시 50분(2022년 6월 7일~2023년 2월 21일)
- 평일: 오후 4시 10분~저녁 5시 30분(2023년 2월 22일~3월 1일)
- 평일: 오후 4시 20분~저녁 5시 40분(2023년 3월 2일~10월 6일)
- 평일: 오후 4시~저녁 5시 20분(2023년 10월 10일~ 2025년 3월 31일)
- 평일:저녁 5시 50분~7시(2025년 4월 1일~)

## 앵커
- 김명준(남)

## 결방
- 2021년 5월 25일~5월 28일: 보도국 코로나19 양성 판정에 따라 결방

## 주요 특징
뉴스 프로그램 성격상 이 내용을 보면 고유정과 관련된 사건에 따른 이야기를 심층 보도 내용만 다루고 있으며, 그 외에도 이름이 모른 사건 사고나 별난 뉴스도 물론 제공된다. 대개 이 뉴스는 이름만 뉴스이지 채널A의 김진의 돌직구쇼와 비슷한 성격을 가지고 있는 것으로 보인다. 그러나 다른 채널에서 방송되고 있는 시사, 생활정보 프로그램이라던가 경쟁 방송사들의 뉴스 프로그램들과 비교하면 해당 시간대인 오전 9시대의 시청률이 상대적으로 높은 편에 속한 것으로 집계되어 있다. 하지만 편성 시간대가 전격 이동되면서 아침 프로그램이 5년 전 수준으로 회복되는 반면 JTBC의 정치부 회의가 도리어 타격을 준 것으로 보이게 된다.

## 같이 보기
- 오대영 라이브(JTBC)
- 채널A 뉴스 TOP 10(채널A)
- 시사쇼 정치다(TV조선)
- YTN 뉴스PLUS(YTN)
- 뉴스잇(연합뉴스TV)